# Ашаффенбурзьке князівство
Ашаффенбурзьке князівство (нім. Fürstentum Aschaffenburg) — князівство Священної Римської імперії, створене в 1803 році. Після розпаду імперії в 1806 році стало складовою частиною наполеонівського Рейнського союзу. В 1810 році увійшло до складу новоутвореного Великого герцогства Франкфуртського. Його столицею був Ашаффенбург.

## Історія
Наполеонівська Франція анексувала Майнц після Люневільського миру. Після секуляризації Майнцького єпископства в 1803 році, курфюрст-архиканцлер Священної Римської імперії  та колишній архієпископ Майнцький Карл Теодор Антон Марія фон Дальберг у компенсацію отримав від Наполеона новостворені Ашаффенбурзьке і Регенсбурзьке князівства та Вецларське графство. До складу Ашаффенбурзького князівства, окрім самого Ашаффенбургу також входили Клінгенберг, Лор, Ауфенау, Штадтпрозельтен, Орб та Аура.
В 1806 році, після розпаду Священної Римської імперії князівство стало частиною наполеонівського Рейнського союзу. У 1810 році Наполеон передав Регенсбурзьке князівство Дальберга союзному йому Баварському королівству, а самому Дальбергу надав як компенсацію Ганау та Фульду. Дальберг об'єднав решту своїх територій Ашаффенбург, Франкфурт, Вецлар, Ханау і Фульду в нове Велике герцогство Франкфуртське, а Ашаффенбурзьке князівство стало департаментом нового великого герцогства. Однак місто Ашаффенбург залишилося резиденцією Дальберга. У 1814 році, після поразки Наполеона, регіон анексувала Баварія.